# 元岡村
元岡村（もとおかむら）は、福岡県の北西部にあった村で、糸島郡に属していた。
1961年4月1日、同じ糸島郡内の周船寺村・北崎村と同時に福岡市に編入され、自治体としては消滅した。現在は西区の一部となっている。

## 地理
福岡県の北西部、福岡市中心部の西約15kmの場所にある糸島半島東端部の地域を村域としていた。村域は現在の福岡市西区西端部の元岡・元浜・太郎丸・田尻地区にあたる。
村域東側は今津湾に面する。福岡平野の西端部にあたり概ね平坦だが、西部はやや起伏のある地形となっている。

## 歴史
- 1889年（明治22年）4月1日 - 町村制施行により、元岡村、田尻村、太郎丸村、桑原村、今出村が合併し志摩郡元岡村が発足。
- 1896年（明治29年）4月1日 - 郡の統合により糸島郡に属する[2]。
- 1957年（昭和32年） - 本村の大字のうち、今出は田尻に編入され消滅。
- 1961年（昭和36年）4月1日 - 周船寺村、北崎村とともに福岡市に編入され消滅[1]。
- 1972年（昭和47年）4月1日 - 福岡市が政令指定都市へ移行。旧村域は西区の一部となる。
- 1982年（昭和57年）5月10日 - （旧）西区の3分割に伴い、旧村域は（新）西区の一部となる。

## 行政
- 村長：浜地善哉（最終代）

## 地域

### 教育

#### 小学校
- 元岡村立元岡小学校（現・福岡市立元岡小学校）

#### 中学校
- 元岡村周船寺村中学校組合立元岡中学校（現・福岡市立元岡中学校）

#### 高等学校
廃止当時村内に無し。（現在は旧村域に福岡県立玄洋高等学校が開校している）

#### 大学
廃止当時村内に無し。（現在は旧村域西端部の元岡地区に九州大学伊都キャンパスが開設している）

## 交通

### 空港
村内に空港はないため、福岡市の板付飛行場を利用することとなる。
なお、1945年までは元岡飛行場が所在した。この元岡飛行場は戦時中に学生が操縦技術を習得するための練習場としての位置づけであり、一般旅客向けの飛行場ではなかった。

### 鉄道
村内を鉄道路線は通っていない。利用するためには周船寺村にある国鉄筑肥線の周船寺駅まで出なければならない。

### バス路線
- 昭和自動車

### 道路
- 福岡県道85号福岡志摩線